# Эд III де Блуа
Эд III де Блуа (умер в 1115) — граф Труа под именем Эд IV и граф Мо под именем Эд II в 1047—1066 годах, позже граф Омальский с 1069 года. Сын Этьена II, графа Труа и Мо.

## Биография

### Правление
Отец Эда III умер, когда тот ещё не достиг совершеннолетия, и его дядя, граф Блуа Тибо III, добился регентства над владениями своего племянника.
В 1060 году Эд женился на Аделаиде Нормандской, вдове графа де Понтье Энгеррана II и графа Ланса и сеньора д’Омаль Ламберта Булонского.
В 1066 году Эд III сопровождал брата своей жены Вильгельма Завоевателя в нормандском завоевании Англии и участвовал в битве при Гастингсе. Между тем его дядя, Тибо III, завладел его шампанскими владениями Труа и Мо, и Эд получил от Вильгельма графство Омаль в Нормандии и сеньорию Холдернесс в Англии.
Заподозренный в заговоре против короля Вильгельма II Рыжего, Эд был арестован в 1095 году.

### Семья и дети
Жена: (с 1060 года) Аделаида Нормандская (ок. 1030 — ок. 1082), дочь герцога Роберта II Великолепного и сестра короля Англии Вильгельма Завоевателя. Имели одного сына:
- Стефан Омальский (ок. 1061 — ок. 1127), граф Омальский.